# Sanharib Malki
Sanharib Malki Sabah (Syrisch: ܣܢܚܪܝܒ ܡܠܟܐ ܨܒܐܚ), overal bekend als Sanharib Malki, (Kamishli, 1 maart 1984) is een voormalig Syrisch profvoetballer van Aramese komaf. Hij bezit tevens de Belgische nationaliteit.

## Clubcarrière
Malki begon zijn voetbalcarrière in 1999 bij SCUP Jette waar hij op zijn vijftiende voor het eerst in clubverband ging spelen. Hij kwam bij het eerste team dat uitkwam in de Tweede Provinciale Brabant, het zesde niveau in België.
Daarna ging hij naar Royale Union Saint-Gilloise waarmee hij in 2004 kampioen werd en van de Derde naar de Tweede klasse promoveerde. Tijdens de winterstop van het seizoen 2005/06 maakte Malki de overstap naar KSV Roeselare. In het eerste seizoen kwam hij elf keer aan de aftrap en maakte hij één doelpunt.
Tijdens de winterstop van 2006/07 verliet Malki KSV Roeselare en tekende een contract bij Germinal Beerschot. Tijdens zijn tweede seizoen bij de Antwerpenaren maakte hij zestien doelpunten en eindigde hij zo tweede in het topscorersklassement. Op 31 augustus 2009 werd hij getransfereerd naar KSC Lokeren Oost-Vlaanderen. Van 2011 tot 2013 speelde Malki bij Roda JC Kerkrade. In zijn eerste jaar verbrak hij een clubrecord door 25 keer te scoren, het grootste aantal doelpunten ooit gemaakt door een Roda-speler in één seizoen. Dit record stond voorheen op naam van Dick Nanninga.
Op 16 februari 2013 werd Malki de eerste speler ooit in de Eredivisie die in één seizoen driemaal het doel trof in de eerste minuut van de wedstrijd. Onder anderen Johan Cruijff lukte dat in het seizoen 1971/72 twee keer in dienst van Ajax.

## Clubstatistieken
| Seizoen | Club                        | Competitie     | Wed. | Goals |
| ------- | --------------------------- | -------------- | ---- | ----- |
| 2002/03 | Royale Union Saint-Gilloise | Derde klasse B | 27   | 7     |
| 2003/04 | Royale Union Saint-Gilloise | Derde klasse B | 28   | 19    |
| 2004/05 | Royale Union Saint-Gilloise | Tweede klasse  | 30   | 10    |
| 2005/06 | Royale Union Saint-Gilloise | Tweede klasse  | 15   | 9     |
| 2005/06 | KSV Roeselare               | Eerste klasse  | 13   | 1     |
| 2006/07 | KSV Roeselare               | Eerste klasse  | 15   | 6     |
| 2006/07 | Germinal Beerschot          | Eerste klasse  | 10   | 0     |
| 2007/08 | Germinal Beerschot          | Eerste klasse  | 33   | 16    |
| 2008/09 | Germinal Beerschot          | Eerste klasse  | 22   | 6     |
| 2009/10 | Germinal Beerschot          | Eerste klasse  | 4    | 1     |
| 2009/10 | Sporting Lokeren            | Eerste klasse  | 28   | 3     |
| 2010/11 | Sporting Lokeren            | Eerste klasse  | 2    | 0     |
| 2010/11 | → Panthrakikos              | Beta Ethniki   | 13   | 1     |
| 2011/12 | Roda JC Kerkrade            | Eredivisie     | 33   | 25    |
| 2012/13 | Roda JC Kerkrade            | Eredivisie     | 32   | 17    |
| 2013/14 | Kasımpaşa SK                | Süper Lig      | 34   | 6     |
| 2014/15 | Kasımpaşa SK                | Süper Lig      | 25   | 4     |
| 2015/16 | Kasımpaşa SK                | Süper Lig      | 9    | 1     |
| 2016/17 | Al-Wakrah                   | Qatari League  | 3    | 0     |
| 2018/19 | Fatih Karagümrük            | 2.Lig          | 6    | 0     |
|         |                             | Totaal         | 382  | 132   |

## Interlandcarrière
Malki bezit zowel de Belgische als de Syrische nationaliteit en kwam aldus in aanmerking voor de nationale ploeg van zowel België als Syrië. In mei 2008 werd hij opgenomen in de voorselectie voor het Belgisch nationaal elftal voor de Olympische Zomerspelen 2008. Enige tijd later besliste Malki echter zich beschikbaar te stellen voor het Syrisch voetbalelftal. Malki maakte deel uit van de selectie voor de Azië Cup 2011.
| Interlands van Sanharib Malki Sabah        | Interlands van Sanharib Malki Sabah | Interlands van Sanharib Malki Sabah  | Interlands van Sanharib Malki Sabah | Interlands van Sanharib Malki Sabah | Interlands van Sanharib Malki Sabah | Interlands van Sanharib Malki Sabah |
| №                                          | Datum                               | Wedstrijd                            | Uitslag                             | Soort wedstrijd                     | Doelpunten                          |                                     |
| Als speler bij K. Beerschot AC             | Als speler bij K. Beerschot AC      | Als speler bij K. Beerschot AC       | Als speler bij K. Beerschot AC      | Als speler bij K. Beerschot AC      | Als speler bij K. Beerschot AC      | Als speler bij K. Beerschot AC      |
| ------------------------------------------ | ----------------------------------- | ------------------------------------ | ----------------------------------- | ----------------------------------- | ----------------------------------- | ----------------------------------- |
| 1.                                         | 8 juni 2008                         | Koeweit – Syrië                      | 4 – 2                               | Kwalificatie WK 2010                | 0                                   |                                     |
| 2.                                         | 14 juni 2008                        | Syrië – Iran                         | 0 – 2                               | Kwalificatie WK 2010                | 0                                   |                                     |
| 3.                                         | 22 juni 2008                        | Verenigde Arabische Emiraten – Syrië | 1 – 3                               | Kwalificatie WK 2010                | 1                                   |                                     |
| Als speler bij KSC Lokeren Oost-Vlaanderen |                                     |                                      |                                     |                                     |                                     |                                     |
| 4.                                         | 3 september 2010                    | Koeweit – Syrië                      | 3 – 0                               | Vriendschappelijk                   | 0                                   |                                     |
| 5.                                         | 31 december 2010                    | Zuid-Korea – Syrië                   | 1 – 0                               | Vriendschappelijk                   | 0                                   |                                     |
| 6.                                         | 9 januari 2011                      | Saoedi-Arabië – Syrië                | 1 – 2                               | Azië Cup                            | 0                                   |                                     |
| 7.                                         | 13 januari 2011                     | Syrië – Japan                        | 1 – 2                               | Azië Cup                            | 0                                   |                                     |
| 8.                                         | 17 januari 2011                     | Jordanië – Syrië                     | 2 – 1                               | Azië Cup                            | 0                                   |                                     |

Bijgewerkt t/m 28 juni 2013